# Pregled (astronomija)
Pregled (eng. survey) je pojam kojim u astronomiji označava sustavno pretraživanje cijelog neba ili velikog dijela neba u kojem se traži određene objekte do određene granične veličine.
Rezultat pregleda u kojem se traži zvijezde u pravilu je zvjezdani katalog, ali može biti i sustavni obuhvat promjenljivih ili dvojnih zvijezda. Ostali objekti koji se traže pregledavanjem su zvjezdane skupine, maglice, galaktike ili mali planeti.